# Заимка (Дуванский район)
Заимка (баш. Заимка) — село в Дуванском районе Республики Башкортостан Российской Федерации. Центр Заимкинского сельсовета.

## География
Село Заимка располагается на Уфимском плато на берегах реки Аяз недалеко от впадения этой реки в Уфу. Ниже по течению реки Аяз к Заимке прилегает деревня Усть-Аяз (расстояние между центрами населённых пунктов около 2 км).
До 2021 года часть села располагалась на территории Свердловской области. Из-за того, что населённый пункт, отнесённый к Башкортостану, фактически находился на территории Свердловской области, что затрудняло оформление прав на недвижимость для жителей села, в 2015 году была создана межрегиональная рабочая группа, по итогам которой вся территория села Заимка, а также территория для выпаса скота общей площадью 32 гектара была передана Башкортостану. Соответствующее соглашение было подписано главами регионов Евгением Куйвашевым и Радием Хабировым и ратифицировано Курултаем Башкортостана и Законодательным собранием Свердловской области.

### Географическое положение
Расстояние до:
- районного центра (Месягутово): 115 км,
- ближайшей ж/д станции (Сулея): 180 км.

## Население
| 2002 | 2010 |
| ---- | ---- |
| 290  | ↘220 |